# Falknov (Kytlice)
Falknov (německy Falkenau) je vesnice, část obce Kytlice v okrese Děčín v Ústeckém kraji. Je zde evidováno 162 adres. V roce 2011 zde trvale žilo 71 obyvatel.
Falknov je také název katastrálního území o rozloze 8,97 km2. V katastrálním území Falknov leží i Dolní Falknov, Hillův Mlýn a Kytlice.

## Historie
První písemná zmínka o obci pochází z roku 1588.

## Obyvatelstvo
|                                                                  | 1869 | 1880 | 1890 | 1900 | 1910 | 1921 | 1930 | 1950 | 1961 | 1970 | 1980 | 1991 | 2001 | 2011 |
| ---------------------------------------------------------------- | ---- | ---- | ---- | ---- | ---- | ---- | ---- | ---- | ---- | ---- | ---- | ---- | ---- | ---- |
| Obyvatelé                                                        | 572  | 618  | 648  | 706  | 642  | 522  | 549  | 119  | 112  | 122  | 66   | 35   | 51   | 71   |
| Domy                                                             | 70   | 75   | 78   | 91   | 87   | 88   | 90   | 86   | .    | 27   | 22   | 17   | 64   | 65   |
| Počet domů z roku 1961 je zahrnut v domech místní části Kytlice. |      |      |      |      |      |      |      |      |      |      |      |      |      |      |

## Významní rodáci
- Anton Bernard Gürtler, katolický biskup působící v Itálii v letech 1773–1791